# Какпак (Туркестанская область)
Какпак (каз. Қақпақ, до 1996 года — Кызылтан) — село в Казыгуртском районе Туркестанской области Казахстана. Административный центр и единственный населённый пункт Какпакского сельского округа. Код КАТО — 514043100. Расположен в 22 км к юго-востоку от районного центра Казыгурт, на юго-восточном склоне Каржантау. Был крепостью на торговом пути «Сайрам — Ходжакент». В 1950—1997 годах в селе действовал колхоз «Кызылтан», специализирующийся на выращивании особой породы овец, с 1997 года на его основе созданы несколько крестьянских хозяйств и ТОО.

## Население
В 1999 году население села составляло 4395 человек (2242 мужчины и 2153 женщины). По данным переписи 2009 года, в селе проживали 5833 человека (2947 мужчин и 2886 женщин).